# Bunchosia pallescens
Bunchosia pallescens är en tvåhjärtbladig växtart som beskrevs av Carl Skottsberg. Bunchosia pallescens ingår i släktet Bunchosia och familjen Malpighiaceae. Inga underarter finns listade i Catalogue of Life.